# Totem (album)
Totem je dvanaesti studijski album američkog metal-sastava Soulfly. Diskografska kuća Nuclear Blast Records objavila ga je 5. kolovoza 2022. Ovo je prvi album od 2002. na kojem se nije pojavio dugogodišnji gitarist Marc Rizzo koji je napustio sastav 2021. 

## Popis pjesama
Tekstovi i glazba: Max Cavalera. 
| 1.    | »Superstition«                         | 3:14 |
| 2.    | »Scouring the Vile«                    | 2:51 |
| 3.    | »Filth upon Faith«                     | 2:53 |
| 4.    | »Rot in Pain«                          | 2:47 |
| 5.    | »The Damage Done«                      | 3:58 |
| 6.    | »Totem«                                | 5:31 |
| 7.    | »Ancestors«                            | 3:09 |
| 8.    | »Ecstasy of Gold«                      | 3:36 |
| 9.    | »Soulfly XII« (instrumentalna skladba) | 2:34 |
| 10.   | »Spirit Animal«                        | 9:32 |
| 40:05 |                                        |      |

## Zasluge
| Soulfly - Max Cavalera – vokal, gitara, produkcija - Zyon Cavalera – bubnjevi, brazilske udaraljke - Mike Leon – bas-gitara Dodatni glazbenici - Leya Cavalera – glas (na pjesmi "Spirit Animal") - Hornsman Coyote – vokal, rog (na pjesmi "Spirit Animal") - Chris Ulsh – solo-gitara (na pjesmi "Spirit Animal") - John Tardy – vokal (na pjesmi "Scouring the Vile") - Ritchie Cavalera – vokal (na pjesmi "Spirit Animal") | Ostalo osoblje - Marcelo Vasco – izgled - John Aquillino – inženjer zvuka - Arthur Rizk – produkcija, inženjer zvuka, miks, mastering, solo-gitara - John Powers – inženjer zvuka (dodatni), solo-gitara (na pjesmama "Ancestors" i "Ecstasy of Gold") - James Bousema – grafički dizajn |